# سرخیو سانتوس
سرخیو سانتوس (زادهٔ ۳ ژانویه ۲۰۰۱) بازیکن فوتبال اهل اسپانیا است. وی در پست مدافع برای باشگاه فوتبال رئال یونیون بازی می‌کند.

## عملکرد باشگاهی
سانتوس که محصول آکادمی پرز گالدوس و باشگاه فوتبال لگانس است، در سال ۲۰۲۱ به آکادمی جوانان رئال مادرید پیوست. او در رده‌های جوانان باشگاه فوتبال رئال مادرید بازی کرد و در سال ۲۰۲۰ باشگاه فوتبال رئال مادرید کاستیا رفت.
او اولین بازی خود را با پیراهن باشگاه فوتبال رئال مادرید در برد ۶–۱ مقابل باشگاه فوتبال رئال مایورکا در ۲۲ سپتامبر ۲۰۲۱ انجام داد.